# Fort-de-France
Fort-de-France là thủ phủ của vùng hành chính hải ngoại Martinique thuộc Pháp.

## Khí hậu
| Dữ liệu khí hậu của Fort-de-France | Dữ liệu khí hậu của Fort-de-France | Dữ liệu khí hậu của Fort-de-France | Dữ liệu khí hậu của Fort-de-France | Dữ liệu khí hậu của Fort-de-France | Dữ liệu khí hậu của Fort-de-France | Dữ liệu khí hậu của Fort-de-France | Dữ liệu khí hậu của Fort-de-France | Dữ liệu khí hậu của Fort-de-France | Dữ liệu khí hậu của Fort-de-France | Dữ liệu khí hậu của Fort-de-France | Dữ liệu khí hậu của Fort-de-France | Dữ liệu khí hậu của Fort-de-France | Dữ liệu khí hậu của Fort-de-France |
| Tháng                              | 1                                  | 2                                  | 3                                  | 4                                  | 5                                  | 6                                  | 7                                  | 8                                  | 9                                  | 10                                 | 11                                 | 12                                 | Năm                                |
| ---------------------------------- | ---------------------------------- | ---------------------------------- | ---------------------------------- | ---------------------------------- | ---------------------------------- | ---------------------------------- | ---------------------------------- | ---------------------------------- | ---------------------------------- | ---------------------------------- | ---------------------------------- | ---------------------------------- | ---------------------------------- |
| Cao kỉ lục °C (°F)                 | 31.5 (88.7)                        | 32.1 (89.8)                        | 33.6 (92.5)                        | 33.0 (91.4)                        | 33.9 (93.0)                        | 33.6 (92.5)                        | 33.6 (92.5)                        | 33.0 (91.4)                        | 33.8 (92.8)                        | 33.0 (91.4)                        | 32.1 (89.8)                        | 31.3 (88.3)                        | 33.9 (93.0)                        |
| Trung bình ngày tối đa °C (°F)     | 27.5 (81.5)                        | 27.8 (82.0)                        | 28.5 (83.3)                        | 29.4 (84.9)                        | 29.8 (85.6)                        | 29.5 (85.1)                        | 29.5 (85.1)                        | 30.0 (86.0)                        | 30.3 (86.5)                        | 30.0 (86.0)                        | 29.0 (84.2)                        | 28.1 (82.6)                        | 29.1 (84.4)                        |
| Trung bình ngày °C (°F)            | 24.7 (76.5)                        | 24.7 (76.5)                        | 25.2 (77.4)                        | 26.1 (79.0)                        | 26.7 (80.1)                        | 26.8 (80.2)                        | 26.7 (80.1)                        | 27.0 (80.6)                        | 27.2 (81.0)                        | 26.9 (80.4)                        | 26.2 (79.2)                        | 25.3 (77.5)                        | 26.1 (79.0)                        |
| Tối thiểu trung bình ngày °C (°F)  | 21.9 (71.4)                        | 21.7 (71.1)                        | 22.0 (71.6)                        | 22.8 (73.0)                        | 23.6 (74.5)                        | 24.0 (75.2)                        | 23.9 (75.0)                        | 24.0 (75.2)                        | 24.0 (75.2)                        | 23.8 (74.8)                        | 23.4 (74.1)                        | 22.6 (72.7)                        | 23.1 (73.6)                        |
| Thấp kỉ lục °C (°F)                | 17.8 (64.0)                        | 17.3 (63.1)                        | 18.6 (65.5)                        | 18.9 (66.0)                        | 19.9 (67.8)                        | 20.0 (68.0)                        | 18.4 (65.1)                        | 19.5 (67.1)                        | 17.9 (64.2)                        | 20.2 (68.4)                        | 19.7 (67.5)                        | 17.4 (63.3)                        | 17.3 (63.1)                        |
| Lượng mưa trung bình mm (inches)   | 119.5 (4.70)                       | 77.8 (3.06)                        | 74.3 (2.93)                        | 94.0 (3.70)                        | 131.5 (5.18)                       | 159.8 (6.29)                       | 219.3 (8.63)                       | 254.7 (10.03)                      | 234.5 (9.23)                       | 265.9 (10.47)                      | 254.5 (10.02)                      | 134.7 (5.30)                       | 2.020,5 (79.55)                    |
| Số ngày mưa trung bình (≥ 1.0 mm)  | 18.93                              | 13.60                              | 12.77                              | 11.50                              | 12.70                              | 16.43                              | 20.00                              | 19.57                              | 17.90                              | 18.17                              | 19.00                              | 17.60                              | 198.17                             |
| Số giờ nắng trung bình tháng       | 203.6                              | 198.5                              | 223.8                              | 211.3                              | 208.1                              | 191.0                              | 200.7                              | 224.5                              | 206.1                              | 182.9                              | 184.4                              | 201.8                              | 2.436,8                            |
| Nguồn: Météo France                |                                    |                                    |                                    |                                    |                                    |                                    |                                    |                                    |                                    |                                    |                                    |                                    |                                    |

## Những người con của thành phố
- Frantz Fanon, bác sĩ tâm thần, nhà văn